# كأس الاستقلال (اليمن)
كأس الاستقلال هي بطولة رياضية في كرة قدم ينظمها الاتحاد اليمني لكرة القدم. نظمت البطولة في أعوام 2006 و2007 و2008.

## السجل التاريخي
| موسم | الفائز     | نتيجة                     | المركز الثاني |
| ---- | ---------- | ------------------------- | ------------- |
| 2006 | أهلي صنعاء | 0 - 0 4 - 2 ركلات الترجيح | حسان أبين     |
| 2007 | معين       | 1 - 1 4 - 2 ركلات الترجيح | الشعلة        |
| 2008 | شعب إب     | 3 - 1                     | العين         |

## روابط خارجية
- نتائج كأس الاستقلال